# Gail Ricketson
Gail Susan Ricketson (Plattsburgh, 12 settembre 1953) è un'ex canottiera statunitense, vincitrice della medaglia di bronzo nel otto a Montréal 1976.
In carriera ha vinto anche due campionati nazionali statunitensi e un campionato nazionale della Germania Ovest.

## Palmarès
- Giochi olimpici

Montréal 1976: bronzo nell'otto.